# Élections au Parlement de Navarre de 1983
Les élections au Parlement de Navarre de 1983 (en espagnol : elecciones al Parlamento de Navarra de 1983) se tiennent le dimanche 8 mai 1983, afin d'élire les 50 députés de la Ire législature du Parlement de Navarre pour un mandat de quatre ans.

## Mode de scrutin
Le Parlement de Navarre (Parlamento de Navarra) est une assemblée parlementaire monocamérale constituée de 50 députés (diputados), élus pour une législature de quatre ans au suffrage universel direct selon les règles du scrutin proportionnel d'Hondt par l'ensemble des personnes résidant dans la communauté autonome où résidant momentanément à l'extérieur de celle-ci, si elles en font la demande.

### Convocation du scrutin
Conformément à l'article 15 du statut d'autonomie de la Navarre, le Parlement est élu pour un mandat de quatre ans. La première disposition transitoire précise que les élections seront convoquées par la députation forale entre le 1er février et le 31 mai 1983. 

### Nombre de députés
Puisque l'article 15 du statut d'autonomie prévoit que « le nombre de membres du Parlement ne sera pas inférieur à 40 ou supérieur à 60 », la première disposition transitoire dispose que le nombre de parlementaires est fixé à 50 et que le territoire de la communauté autonome forme une circonscription électorale unique.

### Présentation des candidatures
Peuvent présenter des candidatures : 
- les partis ou fédérations politiques enregistrées auprès du registre des associations politiques du ministère de l'Intérieur ;
- les coalitions électorales de ces mêmes partis ou fédérations dûment constituées et inscrites auprès de la commission électorale au plus tard 15 jours après la convocation du scrutin ;
- et les électeurs de la circonscription, s'ils représentent au moins 0,1 % et 500 des inscrits.

### Répartition des sièges
Seules les listes ayant recueilli au moins 5 % des suffrages exprimés peuvent participer à la répartition des sièges à pourvoir, qui s'organise en suivant différentes étapes : 
- les listes sont classées en une colonne par ordre décroissant du nombre de suffrages obtenus ;
- les suffrages de chaque liste sont divisés par 1, 2, 3... jusqu'au nombre de députés à élire afin de former un tableau ;
- les mandats sont attribués selon l'ordre décroissant des quotients ainsi obtenus[2],[4]

Lorsque deux listes obtiennent un même quotient, le siège est attribué à celle qui a le plus grand nombre total de voix ; lorsque deux candidatures ont exactement le même nombre total de voix, l'égalité est résolue par tirage au sort et les suivantes de manière alternative.

## Campagne

### Principales forces politiques
| Force politique | Force politique                                                                        | Force politique          | Idéologie                                                                      | Chef de file                 | Résultats en 1979          |
| --------------- | -------------------------------------------------------------------------------------- | ------------------------ | ------------------------------------------------------------------------------ | ---------------------------- | -------------------------- |
|                 | Parti socialiste ouvrier espagnol (es) Partido Socialista Obrero Español               | PSOE                     | Centre gauche Social-démocratie, progressisme, régionalisme                    | Gabriel Urralburu            | 19,0 % des voix 15 députés |
|                 | Union du peuple navarrais (es) Unión del Pueblo Navarro                                | UPN                      | Centre droit Conservatisme, démocratie chrétienne, foralisme                   | Balbino Bados                | 16,1 % des voix 15 députés |
|                 | Herri Batasuna (fr) Union populaire                                                    | HB                       | Extrême gauche Nationalisme, socialisme révolutionnaire, marxisme              | Iñaki Aldekoa (es)           | 11,1 % des voix 9 députés  |
|                 | Parti nationaliste basque (eu) Euzko Alderdi Jeltzalea (es) Partido Nacionalista Vasco | EAJ/PNV                  | Centre droit Nationalisme basque, démocratie chrétienne, libéral-conservatisme | Iñaki Cabasés (es)           | En coalition 2 députés     |
|                 | AP-PDP-UL (es) AP-PDP-UL                                                               | AP-PDP-UL (es) AP-PDP-UL | Centre droit à droite Conservatisme, démocratie chrétienne, libéralisme        | José Luis Monge Recalde (es) | Non candidat               |

## Résultat

### Voix et sièges
| Représentation en hémicycle sur un axe gauche-droite du résultat. |                                                                         |         |        |       |        |               |
| Partis                                                            | Partis                                                                  | Voix    | +/-    | %     | Sièges | +/-           |
|                                                                   | Parti socialiste ouvrier espagnol (PSOE)                                | 94 737  | 35,87  | 16,85 | 20     | 5             |
|                                                                   | Union du peuple navarrais (UPN)                                         | 62 072  | 23,51  | 7,45  | 13     | en stagnation |
|                                                                   | Alliance populaire-Parti démocrate populaire-Union libérale (AP-PDP-UL) | 37 554  | 14,22  | Nv.   | 8      | 8             |
|                                                                   | Herri Batasuna (HB)                                                     | 28 055  | 10,62  | 0,5   | 6      | 3             |
|                                                                   | Parti nationaliste basque (EAJ/PNV)                                     | 18 161  | 6,88   | N/a   | 3      | 1             |
|                                                                   | Auzolan                                                                 | 8 356   | 3,16   | Nv.   | 0      | en stagnation |
|                                                                   | Parti carliste (EKA)                                                    | 6 733   | 2,55   | 2,24  | 0      | 1             |
|                                                                   | Gauche basque (EE)                                                      | 6 292   | 2,38   | N/a   | 0      | 1             |
|                                                                   | Parti communiste du Pays basque (PCE)                                   | 1 712   | 0,65   | Nv.   | 0      | en stagnation |
|                                                                   | Ligue communiste (LC)                                                   | 409     | 0,16   | Nv.   | 0      | en stagnation |
|                                                                   | Union du centre démocratique (UCD)                                      |         |        |       | 0      | 20            |
|                                                                   | Groupements électoraux des mérindades (AEM)                             |         |        |       | 0      | 7             |
|                                                                   | Union navarraise des gauches (UNAI)                                     |         |        |       | 0      | 1             |
|                                                                   | Indépendants foraux de Navarre (IFN)                                    |         |        |       | 0      | 1             |
|                                                                   |                                                                         |         |        |       |        |               |
| Votes valides                                                     | Votes valides                                                           | 264 081 | 98,61  |       |        |               |
| Votes blancs                                                      | Votes blancs                                                            | 1 826   | 0,48   |       |        |               |
| Votes nuls                                                        | Votes nuls                                                              | 3 135   | 0,83   |       |        |               |
| Total                                                             | Total                                                                   | 269 042 | 100,00 | –     | 50     | 20            |
| Abstentions                                                       | Abstentions                                                             | 110 650 | 29,14  |       |        |               |
| Inscrits / Participation                                          | Inscrits / Participation                                                | 379 692 | 70,86  |       |        |               |